# Pierre Rey
Pierre Rey (Courthézon, 27 aprile 1930 – Parigi, 21 luglio 2006) è stato un giornalista e scrittore francese.

## Biografia
Da giovane era appassionato di nuoto e di pugilato e manifestò presto le sue capacità nel 
disegno, che lo portarono all'Accademia. I suoi disegni furono pubblicati dai giornali, permettendogli di entrare nel mondo del giornalismo.

Nel 1959 inizio l'attività di cronista presso il Paris-Presse. Quindi lavorò per il Paris-Jour e nel 1965 è capo redattore del Marie-Claire.
Nel 1973 scrisse il suo libro di maggior successo, Il Greco, pubblicato in Italia nel 1974, nel quale racconta la vita dell'armatore Aristotele Onassis. Il suo percorso di scrittore si concluse nel 2001, con un romanzo dedicato alla mafia russa, L'ombra del paradiso.
Rey è morto a Courthézon nel 2006, a causa di un tumore, all'età di 76 anni.
Rey è stato un personaggio del "bel mondo", un nomade di lusso, capace di scrivere in modo leggero e piacevole.

## Opere
- Il Greco (1973)
- La Vedova (1976)
- Out (1977)
- Palm Beach (1979)
- Tramonto (1988)
- Una stagione con Lacan (1989)
- Blue Ritz (1990)
- Liouba (1992)
- L'ombra del paradiso (2001)